# Майк Фрейзър
Майк Фрейзър е канадски музикален продуцент.
Най-известен е с албумите, които е продуцирал за AC/DC, Металика, Аеросмит и Ван Хален. В последно време работи с Кели Роланд, Елвис Костело, Джеки Грийн и Сам Робъртс.

## Продуцирани албуми
- 30 Odd Foot of Grunts – „Bastard Life or Clarity“
- AC/DC - „Dirty Deeds Done Dirt Cheap“, „High Voltage“, „Let There Be Rock“, „If You Want Blood You've Got It“, „Powerage“, „Highway to Hell“, „Back in Black“, „For Those About to Rock We Salute You“, „Flick of the Switch“, „'74 Jailbreak“, „Fly on the Wall“, „Who Made Who“, „Blow Up Your Video“, „The Razor's Edge“, „Ballbreaker“, „Live“, „Stiff Upper Lip“
- Адема – „Insomniac's Dream“
- Аеросмит – „Permanent Vacation“, „Pump“
- Амен – „We Have Come for Your Parents“, „Death Before Musick“
- Бифи Клиро – „Puzzle“
- Дъ Блъд Брадърс – „Burn Piano Island Burn“
- Блъдсмипъл – „Cruel World“
- Блу Мърдър – „Blue Murder“, „Nothin' But Trouble“
- Брайън Адамс – „Reckless“
- Чилиуок – Look In Look Out"
- Колин Джеймс – „Colin James“
- Дъ Кълт – „Sonic Temple“, „Rare Cult“
- Дан Рийд Нетуърк – „Dan Reed Network“, „Heat“
- Дейв Перкинс – „Innocence“
- Дио – „Strange Highways“
- Дистърбънс – „We Come Out at Night“
- Гласджоу – „Worship and Tribute“
- Гоб – „F.U.“
- Глори Парк – „Gorky Park“
- Хейтбрийд – „Rise of Brutality“
- Хедли – „Hedley“
- Хиндер – „Extreme Behavior“
- Джекил – „Push Comes to Shove“, „Cut the Crap“, „Stayin' Alive“
- Джими Пейдж – „Pride and Joy“
- Джо Сатриани – „Crystal Planet“, „Engines of Creation“, „Live in San Francisco“, „Is There Love in Space?“, „Super Colossal“
- Ким Мичъл – „I Am a Wild Party“
- Крокус – „Blitz“
- Лавърбой – „Loverboy“
- Металика – „Live Shit: Binge & Purge“, „Garage Inc.“
- Мотли Крю – „Supersonic and Demonic Relics“
- Пло Йанс – „Electricity“
- Пит. – „Pete.“
- Пойзън – „Flesh & Blood“
- Паунд – „Same Old Life“
- Дъ Пауър Стейшън – „Living in Fear“
- Робърт Палмър – „Don't Explain“
- Ръш – „Exit...Stage Left“, „Show of Hands“
- Сиълс & Крофтс – „Sudan Village“
- Шейдс Апарт – „Eyewitness“
- Слипнот – „Iowa“
- Съмтинг Корпорейт – „Leaving Through the Window“
- Саутганг – „Tainted Angel“
- Тийм Слийп – „Team Sleep“
- Тъндър – „Backstreet Symphony“, „Behind Closed Doors“, „Only One“
- Том Кокран & Ред Райдър – „Victory Day“
- Ван Хален – „Balance“
- Векс Ред – „Start with a Strong and Persistent Desire“
- Винс Нийл – „Carved in Stone“
- Ингви Малмстийн – „Seventh Sign“, „Archives“

## Саундтракове
- „Американски Пай“
- „Лични Части“
- „Законна Блондинка“